# Кемашвілі Віра Батурівна
Віра Батурівна Кемашвілі (нар. 15 квітня 1929, село Хуртісі Казбецького району Грузинської РСР, тепер Грузія) — радянська діячка, новатор виробництва, помічник майстра Тбіліського камвольно-суконного комбінату Грузинської РСР. Депутат Верховної ради Грузинської РСР. Член Центральної Ревізійної комісії КПРС у 1981—1986 роках. Герой Соціалістичної Праці (2.04.1966).

## Життєпис
У 1949 році закінчила Тбіліський текстильний технікум (технікум легкої промисловості).
У 1949—1954 роках — технік контрольного цеху, помічник майстра камвольного виробництва Тбіліської камвольно-суконної фабрики.
З травня 1954 року — помічник майстра Тбіліського камвольно-суконного комбінату «Радянська Грузія» Грузинської РСР.
Член КПРС з 1955 року.
Указом Президії Верховної Ради СРСР від 2 квітня 1966 року Кемашвілі Вірі Батурівні присвоєно звання Героя Соціалістичної Праці з врученням ордена Леніна і золотої медалі «Серп і молот».
Потім — на пенсії в місті Тбілісі.

## Нагороди і звання
- Герой Соціалістичної Праці (2.04.1966)
- орден Леніна (2.04.1966)
- медалі